# Palbociclib
Palbociclib (tên mã PD-0332991, tên thương mại Ibrance) là một loại thuốc để điều trị ung thư vú dương tính với HER và âm tính HER2 do Pfizer phát triển. Nó là một chất ức chế chọn lọc của kinase phụ thuộc cyclin CDK4 và CDK6. Palbociclib là chất ức chế CDK4/6 đầu tiên được chấp thuận là liệu pháp điều trị ung thư.

## Cơ chế hoạt động
Nó là một chất ức chế chọn lọc của kinase phụ thuộc cyclin CDK4 và CDK6.
Trong pha G1 của chu kỳ tế bào, các tế bào động vật có vú phải vượt qua một điểm kiểm tra, được gọi là điểm chặn "R", để hoàn thành chu trình tế bào và phân chia. CDK4 và CDK6 phức tạp với cyclin D điều khiển quá trình phosphoryl hóa protein retinoblastoma, Rb, cho phép tế bào vượt qua R và cam kết phân chia. Việc điều chỉnh một hoặc nhiều protein liên quan đến điểm kiểm tra này bị mất trong nhiều bệnh ung thư. Tuy nhiên, bằng cách ức chế CDK4/6, palbociclib đảm bảo rằng phức hợp cyclin D-CDK4/6 không thể hỗ trợ quá trình phosphoryl hóa Rb. Điều này ngăn không cho tế bào đi qua R và thoát G1, và lần lượt tiến hành qua chu trình tế bào.

## Đường dùng
Palbociclib được dùng hàng ngày bằng đường uống với thức ăn trong chu kỳ 21 ngày dùng thuốc sau đó không dùng 7 lần. Hiện tại palbociclib được kê toa như một liệu pháp kết hợp với letrozole hoặc Fulvestrant. Bệnh nhân cũng không nên dùng thuốc ức chế CYP3A hoặc thuốc gây cảm ứng trong khi dùng palbociclib. Thông tin của FDA cũng cảnh báo chống lại việc tiêu thụ các sản phẩm bưởi trong khi dùng palbociclib.

## Phê duyệt và chỉ định

### Ung thư vú
Thuốc đã được xem xét và phê duyệt theo các chương trình chỉ định ưu tiên và điều trị đột phá của Cục quản lý thực phẩm và dược phẩm (FDA) vào ngày 3 tháng 2 năm 2015 dưới dạng điều trị (kết hợp với letrozole) cho bệnh nhân có vú tiến triển thụ thể estrogen (ER +) ung thư. Đây là một sự chấp thuận tăng tốc.
Vào tháng 3 năm 2017, FDA đã chấp thuận thường xuyên cho palbociclib đối với thụ thể hoóc môn (HR) dương tính, thụ thể yếu tố tăng trưởng biểu bì 2 (HER2) âm tính tiến triển hoặc ung thư vú di căn, kết hợp với chất ức chế aromatase.
Một thử nghiệm giai đoạn 3, PALOMA-2, đã được đăng ký đầy đủ vào tháng 2 năm 2015 và báo cáo kết quả tích cực vào tháng 4 năm 2016. Kết quả của thử nghiệm PALOMA-2 (được công bố vào tháng 11 năm 2016) cho thấy thời gian sống không tiến triển lâu hơn đáng kể ở những bệnh nhân dùng palbociclib kết hợp với letrozole, so với bệnh nhân dùng letrozole và giả dược. Sống sót không tiến triển được đánh giá bằng tiến triển bệnh được xác nhận bằng X quang theo tiêu chí RECIST hoặc tử vong trong nghiên cứu. Tại thời điểm công bố, không có đủ dữ liệu về tỷ lệ sống sót chung và một phân tích cuối cùng được lên kế hoạch sau khi tổng số 390 trường hợp tử vong xảy ra trên mỗi giao thức và theo thỏa thuận với các cơ quan quản lý. Đáng chú ý, đã lưu ý rằng việc bổ sung palbociclib gây ra tỷ lệ các sự kiện tủy cao hơn trong nghiên cứu.
Thuốc đã được phê duyệt sử dụng tại Liên minh châu Âu vào tháng 11 năm 2016 như là một phương pháp điều trị cho thụ thể hoóc môn (HR) dương tính, thụ thể yếu tố tăng trưởng biểu bì 2 (HER2) âm tính tiến triển cục bộ hoặc ung thư vú di căn kết hợp với chất ức chế aromatase hoặc, cho những phụ nữ đã được điều trị nội tiết trước đó, kết hợp với Fulvestrant. Ở phụ nữ tiền mãn kinh hoặc tiền mãn kinh, một chất chủ vận hormone giải phóng hormone luteinizing cũng nên được đưa ra.
Vào tháng 12 năm 2017, palbociclib, đã được NHS chấp nhận sử dụng sau khi trải qua quy trình của Hiệp hội Thuốc Scotland cho các loại thuốc dùng để điều trị ung thư vú rất hiếm và cuối đời.

## Tác dụng phụ
Phần lớn bệnh nhân dùng palbociclib đều bị giảm bạch cầu, tình trạng bệnh nhân có số lượng bạch cầu trung tính thấp bất thường. Tác dụng phụ này tác động đến hệ thống miễn dịch, và do đó có khả năng chịu trách nhiệm cho tác dụng phụ phổ biến thứ hai, nhiễm trùng. Giảm bạch cầu và thiếu máu cũng thường xuyên ở những bệnh nhân dùng palbociclib. Hơn 10% bệnh nhân cũng gặp các tác dụng phụ như mệt mỏi, buồn nôn, tiêu chảy, nhiễm trùng đường hô hấp, đau đầu, giảm tiểu cầu, nôn mửa và giảm cảm giác thèm ăn. FDA cũng chỉ ra rằng bệnh nhân nên thận trọng để tự theo dõi xem có dấu hiệu nào của thuyên tắc phổi hay không. FDA cảnh báo thêm rằng phụ nữ nên lưu ý rằng thuốc có thể gây ảnh hưởng có hại đến thai nhi, và do đó không nên dùng trong khi mang thai.

## Các thử nghiệm lâm sàng

### Ung thư vú
Các PALOMA-3 thử nghiệm công bố vào tháng 4 năm 2015 rằng việc bổ sung các palbociclib là vượt trội so với fulvestrant một mình sống sót không tiến triển.
Trong thử nghiệm PALOMA-1 giai đoạn 2 được báo cáo tại cuộc họp thường niên tháng 4 năm 2014 của Hiệp hội Nghiên cứu Ung thư Hoa Kỳ, việc bổ sung palbociclib vào letrozole đã được chứng minh là làm chậm đáng kể sự tiến triển của ung thư tiến triển (tỷ lệ sống không tiến triển trung bình tăng từ 10,2 tháng tới 20,2 tháng), nhưng không được chứng minh là có ảnh hưởng đáng kể về mặt thống kê trong việc tăng thời gian sống sót chung của bệnh nhân.

### Thử nghiệm lâm sàng tích cực
Theo Viện Ung thư Quốc gia NIH hiện có 39 thử nghiệm lâm sàng tích cực thử nghiệm palbociclib trên chính nó hoặc kết hợp với các loại thuốc khác. Trong khi phần lớn trong số này đang khám phá việc sử dụng palbociclib để điều trị ung thư vú, các thử nghiệm khác đang nghiên cứu các ứng dụng tiềm năng của palbociclib đối với ung thư đầu và cổ, ung thư phổi không phải tế bào nhỏ, di căn não tái phát, ung thư biểu mô tế bào vảy khối u, và các loại khối u rắn khác.
Vào tháng 12 năm 2017, Pfizer đã thông báo rằng thử nghiệm PALOMA-2, thử nghiệm giai đoạn 3 đang diễn ra kết hợp palbociclib với letrozole, cho thấy giảm 44% nguy cơ tiến triển bệnh trong số các đối tượng thử nghiệm. Thử nghiệm cũng đã chứng minh khả năng sống sót tự do tiến triển trung bình được cải thiện hơn một năm đối với bệnh nhân sử dụng liệu pháp kết hợp (so với letrozole trên chính nó). Thời gian theo dõi bệnh nhân trung bình PALOMA-2 hiện đã vượt quá ba năm, khiến nó trở thành dữ liệu có thể theo dõi lâu nhất trong nghiên cứu pha 3 về chất ức chế CDK4/6.

## Giá cả
Ibrance "có thể được đặt hàng thông qua một số" nhà thuốc đặc biệt và "được bán với giá $ 9,850 trong 30 ngày hoặc $ 118,200 cho nguồn cung của một năm trước khi giảm giá."  Theo một tuyên bố của Pfizer có trụ sở tại New York, giá "không phải là chi phí mà hầu hết bệnh nhân hoặc người trả tiền phải trả" vì hầu hết các đơn thuốc đều được phân phối thông qua các chương trình bảo hiểm y tế, trong đó thương lượng giảm giá cho thuốc hoặc được giảm giá do chính phủ ủy quyền. Tại Hoa Kỳ các nhà thuốc chuyên khoa điền đơn thuốc cho các loại thuốc thường có giá cao.

### Kháng với chi phí
Vào tháng 2 năm 2017, Viện Sức khỏe và Chăm sóc Sức khỏe (NICE) Quốc gia tại Vương quốc Anh đã công bố một tuyên bố rằng chi phí của Ibrance (khoảng US $ 3700/28 ngày) không làm cho các lợi ích sức khỏe bổ sung đáng giá. Mặc dù ủy ban đã thừa nhận khả năng kéo dài cuộc sống của bệnh nhân khoảng 10 tháng, nhưng tuyên bố rằng với các tác dụng phụ do Ibrance gây ra, đó không phải là một loại thuốc hiệu quả để NICE chứng thực. Vào thời điểm đó, một năm điều trị bằng palbociclib và một loại thuốc như Fulvestrant có giá 106.105 đô la Mỹ (79.650 bảng Anh). Vào tháng 11 năm 2017 NICE đã thông báo rằng, sau khi đàm phán với Pfizer, giá sẽ được giảm giá, và thuốc sẽ được khuyến nghị sử dụng.

## Thuốc có cơ chế hoạt động tương tự
Palbociclib có một số đối thủ cạnh tranh trực tiếp hiện có trên thị trường hoặc trong các thử nghiệm lâm sàng. Vào tháng 9 năm 2017, abemaciclib, một lựa chọn CDK4/6 ức chế sở hữu và sản xuất bởi Eli Lilly, đã được phê duyệt cho ung thư vú HR-dương, HER2 âm tiên tiến di căn cả hai kết hợp với fulvestrant và như là một đơn trị liệu. Vào tháng 3 năm 2017, FDA cũng đã phê duyệt ribociclib, thuộc sở hữu của Novartis, như một liệu pháp kết hợp với các chất ức chế aromatase cho các chỉ định tương tự như của palbociclib và ribociclib. Đáng chú ý, ribociclib dường như cũng có tác dụng ức chế hoạt động của Cyclin D3/CDK6. Trị liệu G1 cũng có chất ức chế Cdk4/6, trilaciclib, hiện đang trong giai đoạn thử nghiệm 2, nhưng đến tháng 12 năm 2017 vẫn chưa được FDA chấp thuận.

## Tên thương hiệu
Ở Bangladesh, nó được đặt dưới tên thương mại Palbonix.